# كاري ماي
كاري ماي هي منافسة ألعاب القوى كندية، ولدت في 19 يوليو 1959 في دبلن في جمهورية أيرلندا.

## وصلات خارجية
- كاري ماي على موقع الاتحاد الدولي لألعاب القوى (الإنجليزية)
- كاري ماي على موقع أوليمبيديا (الإنجليزية)